# SuperTuxKart
SuperTuxKart, també conegut com a STK, és un videojoc de curses amb karts de codi obert, distribuït sota els termes de la GNU General Public License, històricament sota la versió 2 de la llicència, però sota la versió 3 des del 2008. Disposa de mascotes de diversos projectes de codi obert com Linux o GIMP entre d'altres. SuperTuxKart és multiplataforma, funcionant en Microsoft Windows, OS X, Linux, Nintendo Switch (amb el gestor d'aplicacions piratejades Homebrew), Android, AmigaOS 4, AROS, MorphOS i altres sistemes Unix. L'última versió estable del videojoc és la versió 1.4 i va ser llançada l'1 de novembre de 2022. SuperTuxKart conté, des de la versió 0.9, un nou motor gràfic anomenat "Antarctica". L'any 2019, amb la publicació de la versió 1.0, es va implementar el mode multijugador en línia.
SuperTuxKart es va iniciar com a TuxKart, un videojoc de codi obert per a Linux creat per Steve Baker que va deixar de ser desenvolupat després de la versió 0.4.0.